# Балистички метеоролошки елементи
Балистички метеоролошки елементи су фиктивне величине брзине вјетра, притиска, температуре и густине ваздуха које су једнаке на свим висинама путање лета пројектила, и имају исти утицај на лет пројектила као и стварне просјечне величине. Ово је у ствари математичка апроксимација, да би се олакшао прорачун путање пројектила.
Величине правих метеоролошких елемената се добијају метеоролошким осматрањем. Прва рјешења замјене стварних са балистичким метеоролошким елементима се јављају у Првом свјетском рату и заснивају се на компликованим математичким прорачунима.